# Sankenbachsee
Der Sankenbachsee ist ein ehemaliger Karsee südwestlich von Baiersbronn im Schwarzwald. Er ist vor rund 3.000 Jahren verlandet und konnte künstlich wieder angestaut werden, da er unterhalb der Sankenbach-Wasserfälle liegt und vom Sankenbach durchflossen wird. In den 1980er Jahren wurde am Abfluss des Sankenbachs eine niedrige Staustufe angelegt, durch die der See vor dem Verlanden geschützt wird.

## Landschaftsschutzgebiet
Der Sankenbachsee und das Sankenbachtal sind Teil des Landschaftsschutzgebiets Seitentäler der Murg mit der Schutzgebiets-Nr. 2.37.040.